# Пальміра (Вірджинія)
Пальміра (англ. Palmyra) — переписна місцевість (CDP) в США, в окрузі Флуванна штату Вірджинія. Населення — 127 осіб (2020).

## Географія
Пальміра розташована за координатами 37°51′59″ пн. ш. 78°15′27″ зх. д. / 37.86639° пн. ш. 78.25750° зх. д. (37.866353, -78.257577).  За даними Бюро перепису населення США в 2010 році переписна місцевість мала площу 3,69 км², з яких 3,67 км² — суходіл та 0,03 км² — водойми.

### Клімат
| Клімат : Пальміра     | Клімат : Пальміра | Клімат : Пальміра | Клімат : Пальміра | Клімат : Пальміра | Клімат : Пальміра | Клімат : Пальміра | Клімат : Пальміра | Клімат : Пальміра | Клімат : Пальміра | Клімат : Пальміра | Клімат : Пальміра | Клімат : Пальміра | Клімат : Пальміра |
| Показник              | Січ.              | Лют.              | Бер.              | Квіт.             | Трав.             | Черв.             | Лип.              | Серп.             | Вер.              | Жовт.             | Лист.             | Груд.             | Рік               |
| Середній максимум, °C | 8,3               | 9,4               | 14,4              | 20,6              | 23,9              | 28,3              | 30,0              | 30,0              | 26,1              | 20,6              | 15,0              | 9,4               | 19,4              |
| Середній мінімум, °C  | −3,9              | −3,3              | 0,0               | 5,0               | 10,0              | 15,6              | 17,8              | 17,2              | 13,3              | 6,1               | 1,1               | −2,8              | 6,1               |
| Норма опадів, мм      | 74                | 71                | 91                | 74                | 94                | 89                | 104               | 102               | 86                | 94                | 79                | 76                | 1034              |
| --------------------- | ----------------- | ----------------- | ----------------- | ----------------- | ----------------- | ----------------- | ----------------- | ----------------- | ----------------- | ----------------- | ----------------- | ----------------- | ----------------- |
| Джерело: Weatherbase  |                   |                   |                   |                   |                   |                   |                   |                   |                   |                   |                   |                   |                   |

## Демографія
Згідно з переписом 2010 року, у переписній місцевості мешкали 104 особи в 48 домогосподарствах у складі 28 родин. Густота населення становила 28 осіб/км².  Було 55 помешкань (15/км²).
Расовий склад населення:
| - 77,9 % — білих - 15,4 % — чорних або афроамериканців - 6,7 % — осіб інших рас |

До двох чи більше рас належало 0,0 %. Частка іспаномовних становила 5,8 % від усіх жителів.
За віковим діапазоном населення розподілялося таким чином: 23,1 % — особи молодші 18 років, 62,5 % — особи у віці 18—64 років, 14,4 % — особи у віці 65 років та старші. Медіана віку мешканця становила 42,7 року. На 100 осіб жіночої статі у переписній місцевості припадало 92,6 чоловіків;  на 100 жінок у віці від 18 років та старших — 86,0 чоловіків також старших 18 років.
Цивільне працевлаштоване населення становило 74 особи. Основні галузі зайнятості: виробництво — 51,4 %, освіта, охорона здоров'я та соціальна допомога — 48,6 %.